# Caryville (Florida)
Caryville ist eine Stadt im Washington County im US-Bundesstaat Florida. Das U.S. Census Bureau hat bei der Volkszählung 2020 eine Einwohnerzahl von 301 ermittelt.

## Geographie
Caryville befindet sich am Ostufer des Choctawhatchee River. Die Stadt liegt rund 25 km westlich von Chipley sowie etwa 150 km westlich von Tallahassee.

## Geschichte
Das Eisenbahnzeitalter in Caryville begann 1883 mit der Eröffnung der Bahnstrecke der Pensacola and Atlantic Railroad. Durch sie entstand eine durchgängige Bahnverbindung zwischen Pensacola und Jacksonville.

## Demographische Daten
Laut der Volkszählung 2010 verteilten sich die damaligen 411 Einwohner auf 110 Haushalte. Die Bevölkerungsdichte lag bei 52,7 Einw./km². 62,0 % der Bevölkerung bezeichneten sich als Weiße, 32,6 % als Afroamerikaner, 0,2 % als Indianer und 0,5 % als Asian Americans. 4,6 % gaben die Angehörigkeit zu mehreren Ethnien an. 2,9 % der Bevölkerung bestand aus Hispanics oder Latinos.
Im Jahr 2010 lebten in 36,7 % aller Haushalte Kinder unter 18 Jahren sowie 35,7 % aller Haushalte Personen mit mindestens 65 Jahren. 60,2 % der Haushalte waren Familienhaushalte (bestehend aus verheirateten Paaren mit oder ohne Nachkommen bzw. einem Elternteil mit Nachkomme). Die durchschnittliche Größe eines Haushalts lag bei 2,62 Personen und die durchschnittliche Familiengröße bei 3,53 Personen.
22,2 % der Bevölkerung waren jünger als 20 Jahre, 43,8 % waren 20 bis 39 Jahre alt, 21,6 % waren 40 bis 59 Jahre alt und 12,4 % waren mindestens 60 Jahre alt. Das mittlere Alter betrug 32 Jahre. 67,4 % der Bevölkerung waren männlich und 32,6 % weiblich.
Das durchschnittliche Jahreseinkommen lag bei 31.563 $, dabei lebten 30,3 % der Bevölkerung unter der Armutsgrenze.
Im Jahr 2000 war Englisch die Muttersprache von 100 % der Bevölkerung.

## Verkehr
Caryville wird vom U.S. Highway 90 (SR 10) durchquert. Durch Caryville werden Güterschienentransporte von CSX durchgeführt. Der nächste Flughafen ist der Northwest Florida Beaches International Airport (rund 70 km südlich).